# Collarmele

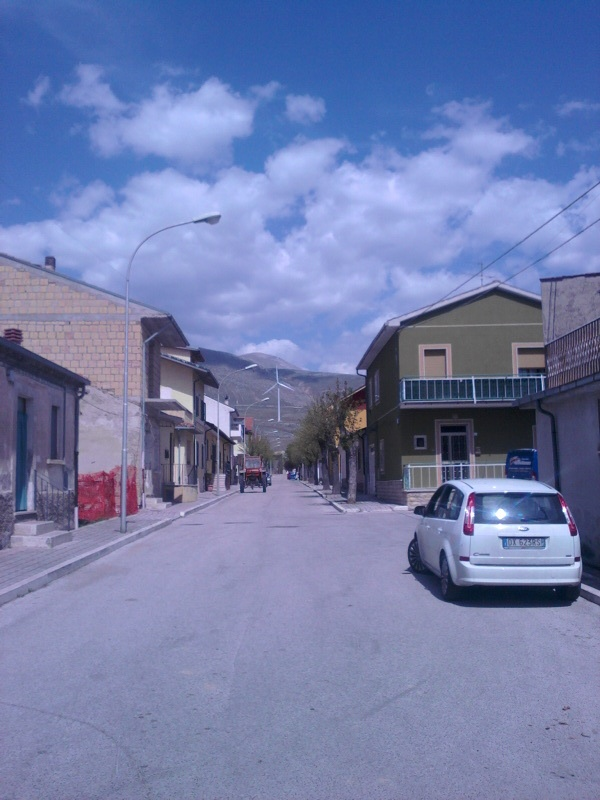
Die Via Vittorio Veneto in Collarmele

Collarmele ist eine italienische Gemeinde (comune) mit 782 Einwohnern (Stand 31. Dezember 2023) in der Provinz L’Aquila in den Abruzzen. Die Gemeinde liegt etwa 37,5 Kilometer südsüdöstlich von L’Aquila am Regionalpark Sirente-Velino und gehört zur Comunità montana Valle del Giovenco.

## Verkehr
Durch die Gemeinde führen die Autostrada A25 von Torano nach Pescara sowie die frühere Strada Statale 5 Via Tiburtina Valeria (heute eine Regionalstraße) von Rom nach Pescara. Der Bahnhof von Collarmele liegt an der Bahnstrecke Rom-Sulmona-Pescara.